# 맛남의 광장
《맛남의 광장》은 2019년 12월 5일부터 2021년 9월 9일까지 방송된 SBS TV의 요리 전문 예능 프로그램이다.

## 개요
프로그램의 역사
- 2019년 9월 13일: 파일럿 첫방송
- 2019년 12월 5일 ~ 2020년 8월 27일 : 매주 목요일 밤 10시에 정규 편성되어 1부, 2부, 3부로 분할 방송되었다.[1]
- 2020년 9월 3일 ~ 2021년 6월 24일 : 목요일 저녁 8시 55분으로 시간대를 이동하여[2] 1부, 2부, 3부 분할 방송되었다.
- 2021년 7월 1일 ~ 2021년 9월 9일 : 지상파·종편의 중간광고 허용으로 인해 통합 편성 방송되었다.

기획 의도
- 지역의 특산품이나 로컬푸드를 이용해 기존에 맛볼 수 없었던 신메뉴를 개발, 휴게소, 철도역, 공항 등 유동인구가 많은 만남의 장소에서 교통 이용객들에게 선보이는 프로그램.

약칭 및 특징
- 줄여서 하면 맛광장, 맛남이며, 협찬사는 포털 사이트 네이버와 유통 업체 이마트이다.

## 시청 등급
| 시청 등급 | 방송 기간                                      | 방송 회차   |
| --- | ---------------------------------------------- | ----------- |
| | 2019년 9월 13일                                | 파일럿 1회  |
| 2019년 12월 5일 ~ 2020년 1월 23일 2020년 2월 6일 ~ 2020년 6월 25일 2020년 7월 9일 ~ 2020년 8월 13일 2020년 8월 27일 ~ 2021년 9월 9일 | 1 ~ 8, 10 ~ 30, 32 ~ 37, 39 ~ 90회             |             |
| | 2020년 1월 30일 2020년 7월 2일 2020년 8월 20일 | 9, 31, 38회 |

## 방송 시간
| 방송 채널 | 방송 기간                         | 방송 시간                   | 방송 시간                       | 비고                      |
| --------- | --------------------------------- | --------------------------- | ------------------------------- | ------------------------- |
| SBS TV    | 2019년 9월 13일                   | 1부                         | 매주 금요일 저녁 8:40 ~ 밤 9:30 | 파일럿 편성 (1부, 2부)    |
| SBS TV    | 2019년 9월 13일                   | 2부                         | 매주 금요일 밤 9:30 ~ 10:20     | 파일럿 편성 (1부, 2부)    |
| SBS TV    | 2019년 12월 5일 ~ 2020년 2월 27일 | 1부                         | 매주 목요일 밤 10:00 ~ 10:40    | 분리 편성 (1부, 2부, 3부) |
| SBS TV    | 2019년 12월 5일 ~ 2020년 2월 27일 | 2부                         | 매주 목요일 밤 10:40 ~ 11:10    | 분리 편성 (1부, 2부, 3부) |
| SBS TV    | 2019년 12월 5일 ~ 2020년 2월 27일 | 3부                         | 매주 목요일 밤 11:10 ~ 11:50    | 분리 편성 (1부, 2부, 3부) |
| SBS TV    | 2020년 3월 5일 ~ 2020년 8월 27일  | 1부                         | 매주 목요일 밤 10:00 ~ 10:40    | 분리 편성 (1부, 2부, 3부) |
| SBS TV    | 2020년 3월 5일 ~ 2020년 8월 27일  | 2부                         | 매주 목요일 밤 10:40 ~ 11:10    | 분리 편성 (1부, 2부, 3부) |
| SBS TV    | 2020년 3월 5일 ~ 2020년 8월 27일  | 3부                         | 매주 목요일 밤 11:10 ~ 11:40    | 분리 편성 (1부, 2부, 3부) |
| SBS TV    | 2020년 9월 3일 ~ 2020년 9월 17일  | 1부                         | 매주 목요일 저녁 8:55 ~ 밤 9:35 | 분리 편성 (1부, 2부, 3부) |
| SBS TV    | 2020년 9월 3일 ~ 2020년 9월 17일  | 2부                         | 매주 목요일 밤 9:35 ~ 10:05     | 분리 편성 (1부, 2부, 3부) |
| SBS TV    | 2020년 9월 3일 ~ 2020년 9월 17일  | 3부                         | 매주 목요일 밤 10:05 ~ 10:35    | 분리 편성 (1부, 2부, 3부) |
| SBS TV    | 2020년 9월 24일 ~ 2021년 6월 24일 | 1부                         | 매주 목요일 밤 9:00 ~ 9:35      | 분리 편성 (1부, 2부, 3부) |
| SBS TV    | 2020년 9월 24일 ~ 2021년 6월 24일 | 2부                         | 매주 목요일 밤 9:35 ~ 9:50      | 분리 편성 (1부, 2부, 3부) |
| SBS TV    | 2020년 9월 24일 ~ 2021년 6월 24일 | 3부                         | 매주 목요일 밤 9:50 ~ 10:30     | 분리 편성 (1부, 2부, 3부) |
| SBS TV    | 2021년 7월 1일 ~ 2021년 9월 9일   | 매주 목요일 밤 9:00 ~ 10:30 | 매주 목요일 밤 9:00 ~ 10:30     | 통합 편성                 |

## 역대 출연자

### 파일럿 출연자
| 출연진 및 패널                 | 방송 기간       | 방송 회차 |
| ------------------------------ | --------------- | --------- |
| 백종원, 양세형, 박재범, 백진희 | 2019년 9월 13일 | 파일럿    |

### 최종 출연자
| 출연진 및 패널         | 방송 기간                        | 방송 회차       |
| ---------------------- | -------------------------------- | --------------- |
| 백종원, 양세형         | 2019년 12월 5일 ~ 2021년 9월 9일 | 1 ~ 90회        |
| 최원영, 곽동연, 최예빈 | 2021년 6월 10일 ~ 2021년 9월 9일 | 78 (3부) ~ 90회 |

### 이전 출연자
| 출연진 및 패널 | 방송 기간                         | 방송 회차       |
| -------------- | --------------------------------- | --------------- |
| 김희철, 김동준 | 2019년 12월 5일 ~ 2021년 6월 10일 | 1 ~ 78회 (2부)  |
| 유병재         | 2020년 8월 6일 ~ 2021년 6월 10일  | 36 ~ 78회 (2부) |

## 에피소드 목록

### 2019년
| 회차   | 방송일    | 지역                                                      | 지역 특산물              | 비고                           |
| ------ | --------- | --------------------------------------------------------- | ------------------------ | ------------------------------ |
| 파일럿 | 9월 13일  | 충청북도 영동군 경부고속도로 황간휴게소                   | 표고버섯, 옥수수, 복숭아 |                                |
| 1회    | 12월 5일  | 강원도 강릉시 동해고속도로 옥계휴게소 (속초 방면)         | 양미리, 홍게, 감자       |                                |
| 2회    | 12월 12일 | 강원도 강릉시 동해고속도로 옥계휴게소 (속초 방면)         | 양미리, 홍게, 감자       | 신세계 정용진 부회장 전화 연결 |
| 3회    | 12월 19일 | 전라북도 장수군 통영대전고속도로 덕유산휴게소 (통영 방면) | 한우, 사과               |                                |
| 4회    | 12월 26일 | 전라북도 장수군 통영대전고속도로 덕유산휴게소 (통영 방면) | 한우, 사과               |                                |

### 2020년
2020년부터 맛남의 광장 라이브 쇼핑이 시작되었다. 라이브 쇼핑 구매방법은 해당 링크를 확인해보기 바란다.
본 프로그램은 질병관리청 방역 지침에 따라, 코로나19 범유행과 관련해 출연진, 스태프 관계자들의 개인 위생수칙을 준수한다.
| 회차 | 방송일              | 지역                                                      | 지역 특산물         | 비고                                                                           |
| ---- | ------------------- | --------------------------------------------------------- | ------------------- | ------------------------------------------------------------------------------ |
| 5회  | 1월 2일             | 경상북도 영천시 새만금포항고속도로 영천휴게소 (포항 방면) | 돼지고기, 마늘      |                                                                                |
| 6회  | 1월 9일             | 경상북도 영천시 새만금포항고속도로 영천휴게소 (포항 방면) | 돼지고기, 마늘      | 김동준 부모님 깜짝 방문                                                        |
| 7회  | 1월 16일            | 전라남도 여수시 여수공항                                  | 갓, 멸치            | 공항 내 식당에서 촬영, 설거지 인원이 없는 관계로 출연진들이 직접 설거지하였다. |
| 8회  | 1월 23일            | 전라남도 여수시 여수공항                                  | 갓, 멸치            | 공항 내 식당에서 촬영, 설거지 인원이 없는 관계로 출연진들이 직접 설거지하였다. |
| 9회  | 1월 30일            | 제주특별자치도 서귀포시 올레여행자센터                    | 광어, 당근, 귤      | 설거지 인원이 없는 관계로 출연진들이 직접 설거지함, 게스트 : 이나은            |
| 10회 | 2월 6일             | 제주특별자치도 서귀포시 올레여행자센터                    | 광어, 당근, 귤      | 설거지 인원이 없는 관계로 출연진들이 직접 설거지함, 게스트 : 이나은            |
| 11회 | 2월 13일            | 충청남도 공주시 논산천안고속도로 탄천휴게소 (논산 방면)   | 밤, 딸기            | 게스트 : 이나은 (12회에 부모님 깜짝 방문)                                      |
| 12회 | 2월 20일            | 충청남도 공주시 논산천안고속도로 탄천휴게소 (논산 방면)   | 밤, 딸기            | 게스트 : 이나은 (12회에 부모님 깜짝 방문)                                      |
| 13회 | 2월 27일            | 경상남도 남해군                                           | 시금치, 홍합        | 게스트 : 박재범, 이나은                                                        |
| 14회 | 3월 5일             | 경상남도 남해군                                           | 시금치, 홍합        | 게스트 : 박재범, 이나은                                                        |
| 15회 | 3월 12일            | 경상남도 남해군                                           | 시금치, 홍합        | 게스트 : 박재범, 이나은                                                        |
| 16회 | 3월 19일            | 전라남도 진도군                                           | 대파, 봄동          | 게스트 : 송가인, 송가인 부모님 출연 및 미식회 방문                             |
| 17회 | 3월 26일            | 전라남도 진도군                                           | 대파, 봄동          | 게스트 : 송가인, 송가인 부모님 출연 및 미식회 방문                             |
| 18회 | 4월 2일             | 전라남도 진도군                                           | 대파, 봄동          | 게스트 : 송가인, 송가인 부모님 출연 및 미식회 방문                             |
| 19회 | 4월 9일             | 전라남도 해남군                                           | 김, 고구마          | 게스트 : 홍진영, 이나은, 신세계 정용진 부회장 전화 연결                        |
| 20회 | 4월 16일            | 전라남도 해남군                                           | 김, 고구마          | 게스트 : 홍진영, 이나은, 신세계 정용진 부회장 전화 연결                        |
| 21회 | 4월 23일            | 전라남도 해남군                                           | 김, 고구마          | 게스트 : 홍진영, 이나은, 신세계 정용진 부회장 전화 연결                        |
| 22회 | 4월 30일            | 전라북도 군산시                                           | 주꾸미, 열무        | 게스트 : 소유, 이나은                                                          |
| 23회 | 5월 7일             | 전라북도 군산시                                           | 주꾸미, 열무        | 게스트 : 소유, 이나은                                                          |
| 24회 | 5월 14일            | 전라북도 군산시                                           | 주꾸미, 열무        | 게스트 : 소유, 이나은                                                          |
| 25회 | 5월 21일            | 경기도 용인시                                             | 무, 청경채          | 게스트 : 규현, 이나은                                                          |
| 26회 | 5월 28일            | 경기도 용인시                                             | 무, 청경채          | 게스트 : 규현, 이나은                                                          |
| 27회 | 6월 4일             | 경기도 용인시                                             | 무, 청경채          | 게스트 : 규현, 이나은                                                          |
| 28회 | 6월 11일            | 전라남도 완도군                                           | 다시마, 전복        | 게스트 : 박재범, 이나은, 오뚜기 함영준 회장 전화 연결                          |
| 29회 | 6월 18일            | 전라남도 완도군                                           | 다시마, 전복        | 게스트 : 박재범, 이나은, 오뚜기 함영준 회장 전화 연결                          |
| 30회 | 6월 25일            | 강원도 철원군                                             | 파프리카, 우유      | 게스트 : 양동근                                                                |
| 31회 | 7월 2일             | 강원도 철원군                                             | 파프리카, 우유      | 게스트 : 양동근                                                                |
| 32회 | 7월 9일             | 강원도 철원군                                             | 파프리카, 우유      | 게스트 : 양동근                                                                |
| 33회 | 7월 16일            | 경기도 여주시                                             | 가지, 느타리 버섯   | 게스트 : 유병재                                                                |
| 34회 | 7월 23일            | 경기도 여주시                                             | 가지, 느타리 버섯   | 게스트 : 유병재                                                                |
| 35회 | 7월 30일            | 경기도 여주시                                             | 가지, 느타리 버섯   | 게스트 : 유병재                                                                |
| 36회 | 8월 6일             | 경상남도 통영시                                           | 바다장어, 고구마 순 | 게스트 : 유병재                                                                |
| 37회 | 8월 13일            | 경상남도 통영시                                           | 바다장어, 고구마 순 | 게스트 : 유병재                                                                |
| 38회 | 8월 20일            | 경상남도 통영시                                           | 바다장어, 고구마 순 | 게스트 : 유병재                                                                |
| 39회 | 8월 27일            | 경기도 양평군                                             | 부추, 콩나물        | 게스트 : 선미                                                                  |
| 40회 | 9월 3일             | 경기도 양평군                                             | 부추, 콩나물        | 게스트 : 선미                                                                  |
| 41회 | 9월 10일            | 경기도 양평군                                             | 부추, 콩나물        | 게스트 : 선미                                                                  |
| 42회 | 9월 17일            | 강원도 양구군 • 화천군                                    | 시래기, 애호박      | 게스트 : 지수                                                                  |
| 43회 | 9월 24일            | 강원도 양구군 • 화천군                                    | 시래기, 애호박      | 게스트 : 지수                                                                  |
| 44회 | 10월 1일            | 강원도 양구군 • 화천군                                    | 시래기, 애호박      | 게스트 : 지수                                                                  |
| 45회 | 10월 8일            | 충청남도 예산군                                           | 사과, 꽈리고추      | 게스트 : 정준호                                                                |
| 46회 | 10월 15일           | 충청남도 예산군                                           | 사과, 꽈리고추      | 게스트 : 정준호                                                                |
| 47회 | 10월 22일           | 충청남도 예산군                                           | 사과, 꽈리고추      | 게스트 : 정준호                                                                |
| 48회 | 10월 29일           | 경상남도 거제시                                           | 참돔, 팽이버섯      | 게스트 : 아린 (오마이걸)                                                       |
| 49회 | 11월 5일            | 경상남도 거제시                                           | 참돔, 팽이버섯      | 게스트 : 아린 (오마이걸)                                                       |
| 50회 | 11월 19일           | 전라남도 보성군                                           | 오리, 쪽파          | 게스트 : 태민 (샤이니), 이나은 (에이프릴)                                      |
| 51회 | 11월 26일           | 전라남도 보성군                                           | 오리, 쪽파          | 게스트 : 태민 (샤이니), 이나은 (에이프릴)                                      |
| 52회 | 12월 3일 (1부, 2부) | 전라남도 보성군                                           | 오리, 쪽파          | 게스트 : 태민 (샤이니), 이나은 (에이프릴)                                      |
| 52회 | 12월 3일 (3부)      | 강원도 속초시                                             | 홍게살, 양미리      | 게스트 : 장규리, 노지선 (fromis 9)                                             |
| 53회 | 12월 10일           | 강원도 속초시                                             | 홍게살, 양미리      | 게스트 : 장규리, 노지선 (fromis 9)                                             |
| 54회 | 12월 17일           | 강원도 속초시                                             | 홍게살, 양미리      | 게스트 : 장규리, 노지선 (fromis 9)                                             |
| 55회 | 12월 24일           | 제주특별자치도 제주시                                     | 양배추, 참조기      | 게스트 : 이지아                                                                |

### 2021년
| 회차 | 방송일              | 지역                              | 지역 특산물           | 비고                                                                                                  |
| ---- | ------------------- | --------------------------------- | --------------------- | --- |
| 56회 | 1월 7일             | 제주특별자치도 제주시             | 양배추, 참조기        | 게스트 : 이지아                                                                                       |
| 57회 | 1월 14일            | 경상북도 포항시                   | 시금치, 과메기        | 게스트 : 이지아                                                                                       |
| 58회 | 1월 21일            | 경상북도 포항시                   | 시금치, 과메기        | 게스트 : 이지아                                                                                       |
| 59회 | 1월 28일            | 경기도 양평군                     | 돼지고기              | 게스트 : 신예은, 방탄소년단 전화연결                                                                  |
| 60회 | 2월 4일             | 경기도 양평군                     | 돼지고기              | 게스트 : 신예은, 방탄소년단 전화연결                                                                  |
| 61회 | 2월 11일            | 충청남도 예산군                   | 설날특집              | 게스트 : 정준호, 이선빈, 송소희                                                                       |
| 62회 | 2월 18일            | 충청남도 예산군                   | 설날특집              | 게스트 : 정준호, 이선빈, 송소희                                                                       |
| 63회 | 2월 25일            | 전라남도 해남군                   | 배추, 김              | 게스트 : 박재범, 이나은                                                                               |
| 64회 | 3월 4일             | 전라남도 해남군                   | 배추, 김              | 게스트 : 박재범, 이나은                                                                               |
| 65회 | 3월 11일            | 경상북도 청도군 경상남도 창원시   | 홍합, 미나리          | 게스트 : 김정은                                                                                       |
| 66회 | 3월 18일            | 경상북도 청도군 경상남도 창원시   | 홍합, 미나리          | 게스트 : 김정은                                                                                       |
| 67회 | 3월 25일            | 울산광역시 동구 부산광역시 기장군 | 가자미, 미역          | 게스트 : 한고은                                                                                       |
| 68회 | 4월 1일             | 울산광역시 동구 부산광역시 기장군 | 가자미, 미역          | 게스트 : 한고은                                                                                       |
| 69회 | 4월 8일             | 제주특별자치도 제주시, 서귀포시   | 월동무, 뿔소라        | 게스트 : 이청아                                                                                       |
| 70회 | 4월 15일            | 제주특별자치도 제주시, 서귀포시   | 월동무, 뿔소라        | 게스트 : 이청아                                                                                       |
| 71회 | 4월 22일            | 전라남도 완도군                   | 톳, 전복              | 게스트 : 성유리                                                                                       |
| 72회 | 4월 29일            | 전라남도 완도군                   | 톳, 전복              | 게스트 : 성유리                                                                                       |
| 73회 | 5월 6일             | 충청남도 금산군 충청남도 부여군   | 깻잎, 양송이          | 게스트 : 성시경                                                                                       |
| 74회 | 5월 13일 (1부, 2부) | 충청남도 금산군 충청남도 부여군   | 깻잎, 양송이          | 게스트 : 성시경                                                                                       |
| 74회 | 5월 13일 (3부)      | 경상남도 거제시                   | 죽순, 멸치            | 게스트 : 오나라                                                                                       |
| 75회 | 5월 20일            | 경상남도 거제시                   | 죽순, 멸치            | 게스트 : 오나라                                                                                       |
| 76회 | 5월 27일            | 경상남도 거제시                   | 죽순, 멸치            | 게스트 : 오나라                                                                                       |
| 77회 | 6월 3일             | 전라북도 부안군 전라북도 정읍시   | 감자, 토마토          | 김동준, 김희철, 유병재 하차 (78회 2부 까지) 최원영, 곽동연, 최예빈 합류 (78회 3부 부터) 게스트 : 유이 |
| 78회 | 6월 10일            | 전라북도 부안군 전라북도 정읍시   | 감자, 토마토          | 김동준, 김희철, 유병재 하차 (78회 2부 까지) 최원영, 곽동연, 최예빈 합류 (78회 3부 부터) 게스트 : 유이 |
| 79회 | 6월 17일            | 강원도 정선군 강원도 춘천시       | 곤드레, 아스파라거스  | |
| 80회 | 6월 24일            | 강원도 정선군 강원도 춘천시       | 곤드레, 아스파라거스  | |
| 81회 | 7월 1일             | 경상북도 성주군 경상북도 김천시   | 참외, 양파            | |
| 82회 | 7월 8일             | 경상북도 성주군 경상북도 김천시   | 참외, 양파            | |
| 83회 | 7월 15일            | 경상남도 남해군 경상남도 창원시   | 단호박, 당근          | |
| 84회 | 7월 22일            | 경상남도 남해군 경상남도 창원시   | 단호박, 당근          | |
| 85회 | 8월 5일             | 충청북도 괴산군 충청남도 천안시   | 옥수수, 소고기 (육우) | |
| 86회 | 8월 12일            | 충청북도 괴산군 충청남도 천안시   | 옥수수, 소고기 (육우) | |
| 87회 | 8월 19일            | 제주특별자치도                    | 갈치                  | 맛남의 광장 최초의 비대면 방송                                                                        |
| 88회 | 8월 26일            | 경기도                            | 대파                  | 맛남의 광장 마지막 게스트 : 심이영                                                                    |
| 89회 | 9월 2일             | 충청남도 예산군 외 분산장소       | 종합 스페셜 편        | |
| 90회 | 9월 9일             | 충청남도 예산군 외 분산장소       | 종합 스페셜 편        | 맛남의 광장 마지막 방송                                                                               |

## 수상 경력
- 2019년 SBS 연예대상
  - 김동준 : SBS 챌린저상
  - 김희철 : 우수상
  - 백종원 : 공로상
  - 양세형 : SBS 명예사원상

- 2020년 제47회 한국방송대상
  - 예능·버라이어티부문 작품상
- 2020년 SBS 연예대상
  - 방송 작가상 : 황보경
  - 프로듀서상 : 양세형
  - 리얼리티쇼 부문 최우수상 : 김희철
  - 우수 프로그램상

## 같이 보기
- 고속도로 휴게소
- 특산품
- 음식
- 맛남의 광장 라이브쇼핑

## 동일 소재 프로그램
- 한식탐험대 (KBS 시사교양본부 제작)
- 한국인의 밥상 (KBS 1TV)
- 신상출시 편스토랑, 백종원 클라쓰 (KBS 2TV)
- 최고의 요리 비결 (EBS 1TV)
- 찾아라! 맛있는 TV, 백파더: 요리를 멈추지 마!, 볼빨간 신선놀음, 로컬 식탁 (MBC TV)
- 결정 맛대맛, 백종원의 골목식당, 식자회담 - 국가발전 프로젝트 (SBS TV)
- 우리가 아는 맛-알토란 (MBN)
- 식객 허영만의 백반기행 (TV조선)
- 삼시세끼, 백패커, 줄 서는 식당 (tvN)
- 맛있는 녀석들 (코미디TV)
- 노중훈의 여행의 맛 (MBC 표준FM)

## 결방 및 편성 변경 안내
2020년
- 11월 12일 : SBS 스포츠 2020년 KBO 리그 플레이오프 3차전 kt 위즈 VS 두산 베어스 중계방송으로 인한 결방.
- 12월 31일 : 2020 SBS 연기대상 시상식 중계방송으로 인한 결방.

2021년
- 7월 29일 : 2020 도쿄 올림픽 중계방송으로 인한 결방.

## 특이 사항
- 원래 수요일 밤 10시에 편성될 예정이었으나 출연진 중의 한 명인 더본코리아 백종원 대표가 수요일 앞시간대 《백종원의 골목식당》공동 MC로 출연 중이었던 터라 좌절되었으며[10] 파일럿 당시 고정 멤버였던 박재범 백진희가 정규 편성에서 빠지자[11] 정규 편성과 함께 김희철 김동준이 고정 멤버로 합류했다.

다만, 김희철은 2020년 3월 27일부터 KBS JOY에서 금요일 저녁 8시에 편성 중이며 그 해 4월 5일부터 KBS 2TV에서 목요일 저녁 8시 55분에 편성된 《이십세기 힛-트쏭》메인 MC를 맡아 "시청자들에게 혼란을 줄 수 있다"는 지적을 샀고 이 과정에서 KBS 2TV판 《이십세기 힛-트쏭》이 14회(2020년 6월 11일) 만에 막을 내려야 했다.
- 이전 프로그램인 '시크릿 부티크' 종영 이후에 SBS 수목드라마 휴방 기간 동안, 편성 공백을 메우기 위해 기획·제작되었다.
- 똥강아지들에 소개된 소유진, 양동근이 맛광장에 같이 출연한 바 있다.
- 9회, 31회, 38회 방송분의 경우, 15세 이상 시청가로 방송되었다.